# Старое (Ёгонское сельское поселение)
Старое — деревня в Весьегонском муниципальном округе Тверской области.

## География
Деревня находится в северо-восточной части Тверской области на расстоянии приблизительно 21 км на запад-северо-запад по прямой от районного центра города Весьегонск.

## История
Известна с начала XVII века, когда принадлежала Астафию Стрелковскому. В 1609 году была передана в поместье Самойлу Яковлевичу Арцыбашеву. К 1713 году оказалась разделённой между множеством владельцев, В 1859 году было 20 дворов. До 2019 года входила в состав Ёгонского сельского поселения до упразднения последнего.

## Население
Численность населения: 168 человек (1859),, 53 (русские 98 %) в 2002 году, 33 в 2010.